# Magí Lladós i Rius
Magí Lladós i Rius   (Barcelona, 26 de desembre de 1829 - Barcelona, 5 de desembre de 1886) fou un enginyer, escriptor i polític català.

## Biografia
Era fill de Magí Lladós i Llanés (1805-1880) i d'Antònia Rius. Treballà com a professor de l'Escola d'Enginyers Industrials de Barcelona i fundà a Madrid El Porvenir Industrial i a Barcelona fundà i dirigí el diari El Porvenir de la Industria el 1875. Amic de Víctor Balaguer i Cirera, arran de la revolució de 1868 milità al Partit Progressista, amb el que fou elegit diputat per la circumscripció de Tarragona a les eleccions generals espanyoles d'abril de 1872. El 1878 es va retirar de la política i va escriure diversos tractats científics i alguna sarsuela en castellà.

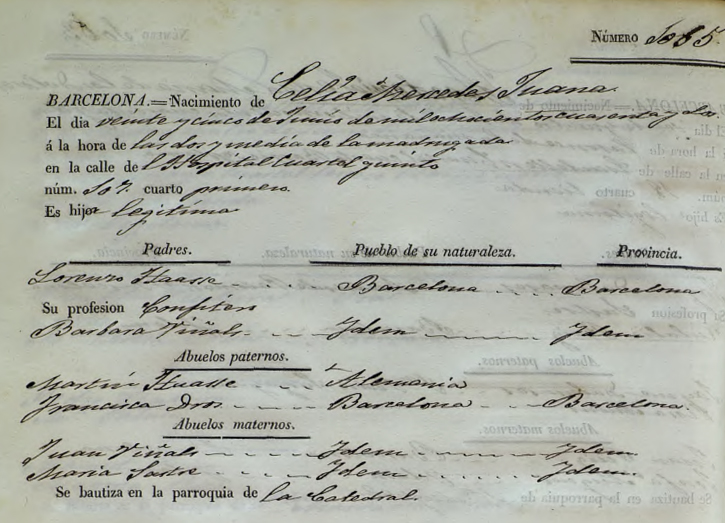
Cópa literal de la partida de naixement de Cèlia Haase Viñals

Es va casar amb Cèlia Haase i Viñals (Barcelona, 1842-1870), filla de l'enginyer barceloní d'origen alemany Llorenç Haase i Droz (†1881), que va ser l'encarregat de fer arribar l'aigua a Esplugues de Llobregat i promotor en aquella vila de la Barriada Pi i Margall, i de Bàrbara Viñals i Sastre.

## Obres
- Aritmética (1855)
- Nociones de gimnástica (1868)
- Sistemas métrico-decimal y monetario español (1868)
- Cuerdo y sin luna, o Selemonia (sarsuela, 1876)